# Nokterio
Nokterio (Grezzana, ... – Verona, 10 agosto 928) fu vescovo di Verona dal 911 al 928.

## Biografia
Nokterio, detto anche nei documenti Notkero, Noterio o Notecerio, era figlio di un Ademario, nativo di Grezzana. Nokterio divenuto vescovo di Verona con l'approvazione del re Berengario del Friuli "senza che ci sia stato prima un vincolo feudale (un servizio), ma solo per benevolenza", cioè senza aver sborsato un soldo e senza essere passato attraverso gli uffici di corte, dove di solito si faceva carriera.
La sua nomina a vescovo può essere posta attorno al 900, succedendo direttamente ad Adalardo. Nel 921 ricevette da re Berengario del Friuli alcuni possedimenti siti nel contado di Verona.
Nokterio fondò un ospedale nella città di Verona, ove ora vi è la chiesa di santa Apollonia, e lo dotò di molte rendite, donò inoltre ai canonici della cattedrale scaligera, con testamento del 15 novembre 928, parecchi possessi (alcuni nel Trentino e nel Bresciano). Prodigo coi poveri, morì in edificante povertà nel 928 e fu sepolto nella cattedrale di Verona. Gli succedette, nello stesso anno, nella guida della diocesi Elduino di Milano, parente del re Ugo d'Italia.
Il suo testamento, sottoscritto dal nobile Milone Sambonifacio, è il primo documento nel quale si legge il nome di molte località del Trentino, del Bresciano e di Grezzana: "dono la mia fattoria nel territorio di Grezzana (in loco Graciana)... e la mia parte di castello". La sua iscrizione nel duomo dice di lui che "salì al cielo spogliato di ogni cosa", compresi i suoi servi, ai quali concedeva non solo la libertà, ma anche un piccolo patrimonio perché non vivessero in miseria.